# Meunet-Planches
Meunet-Planches ist eine französische Gemeinde mit 168 Einwohnern (Stand: 1. Januar 2022) im Département Indre in der Region Centre-Val de Loire; sie gehört zum Issoudun und zum Kanton La Châtre. 

## Geographie
Die Gemeinde Meunet-Planches liegt an der Théols, etwa 20 Kilometer ostnordöstlich von Châteauroux. Umgeben wird Meunet-Planches von den Nachbargemeinden Thizay im Nordwesten und Norden, Condé im Norden, Saint-Aubin im Nordosten und Osten, Bommiers im Süden und Südosten, Ambrault im Süden, Vouillon im Südwesten sowie Brives im Westen.

## Bevölkerungsentwicklung
| Jahr                       | 1962 | 1968 | 1975 | 1982 | 1990 | 1999 | 2006 | 2013 | 2020 |
| Einwohner                  | 282  | 233  | 217  | 162  | 165  | 140  | 187  | 184  | 171  |
| Quellen: Cassini und INSEE |      |      |      |      |      |      |      |      |      |

## Sehenswürdigkeiten
- Kirche Saint-Jean-Porte-Latine
- Schloss Planches aus dem 19. Jahrhundert

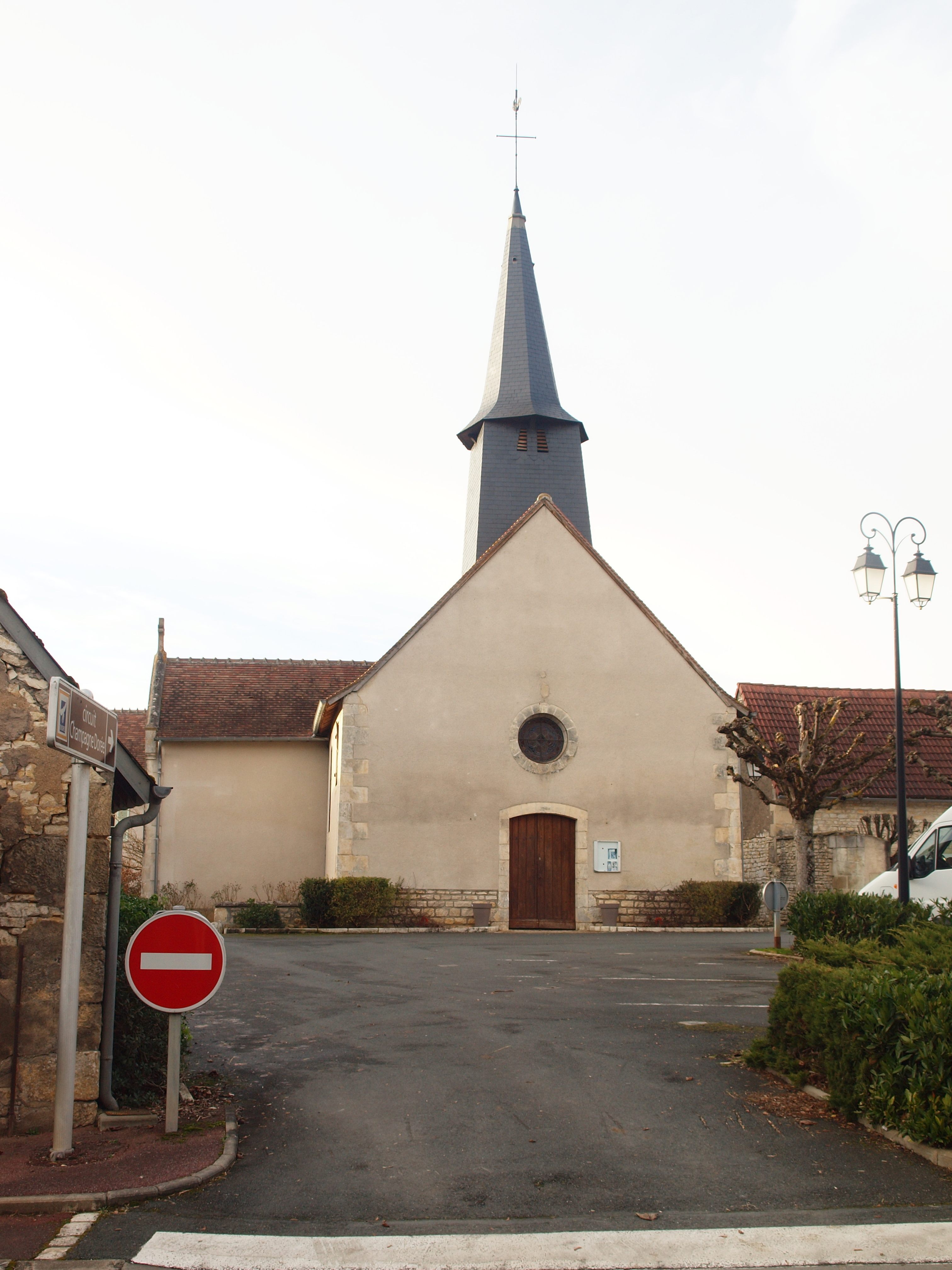
Kirche Saint-Jean-Porte-Latine
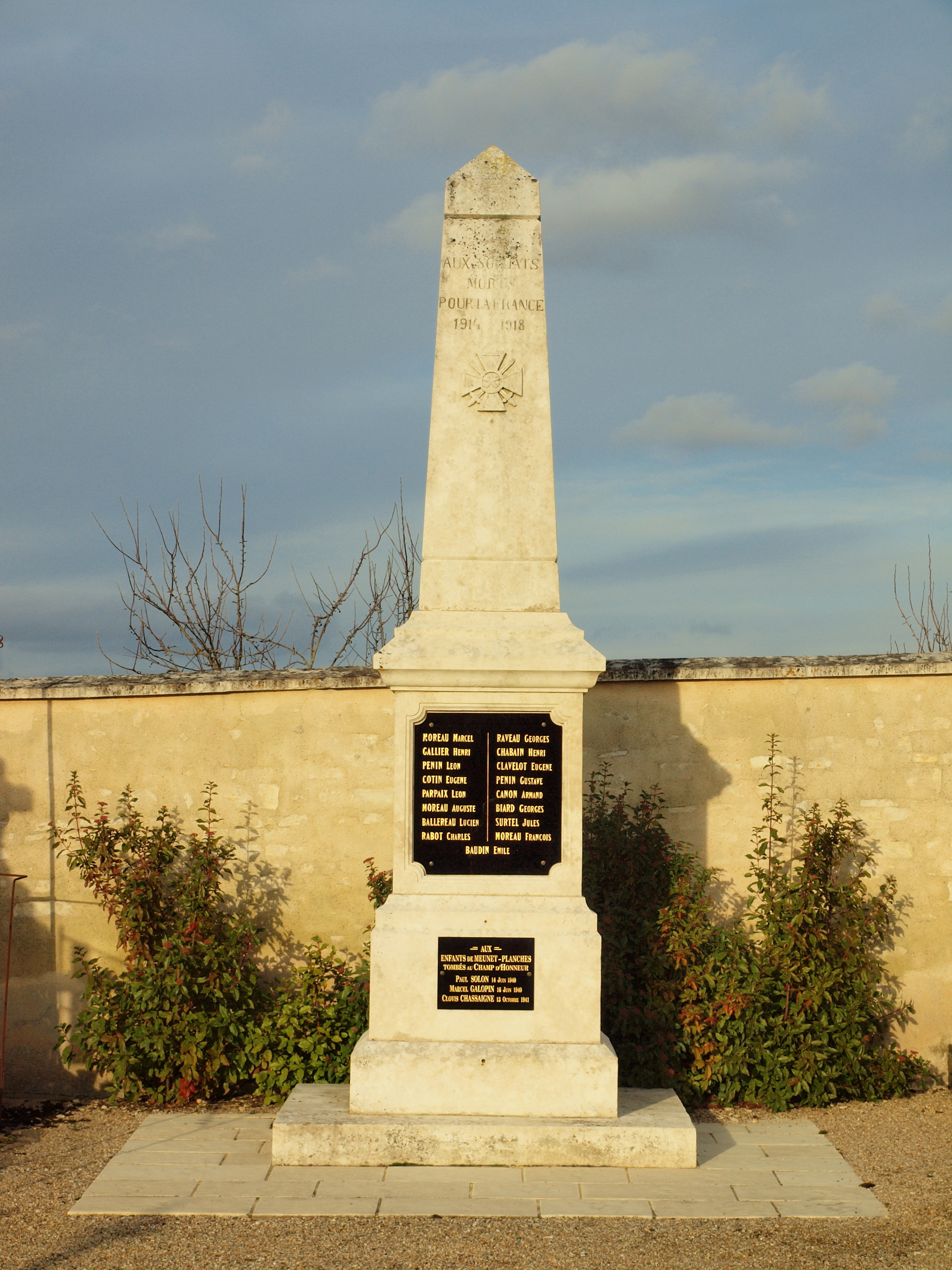
Gefallenendenkmal